# عمران (صور)
العمران هي إحدى القرى اللبنانية من قرى قضاء صور في محافظة الجنوب. وتقع بالقرب من بلدة القليلة.